# جبريل أناندا
جبريل أناندا (بالألمانية: Gabriel Ananda)‏ هو دي جيه ألماني، ولد في 3 أغسطس 1977 في باد دربورغ في ألمانيا.